# Гродненские епархиальные ведомости
«Гродненские епархиальные ведомости» ― журнал, официальный печатный орган Гродненской епархии Русской православной церкви.

## История издания
«Гродненские епархиальные ведомости» учреждены указом Святейшего Синода 2 декабря 1900 года. Первый номер вышел 7 января 1901 года по благословению и при практической помощи епископа гродненского Иоакима (Левицкого). Издавался при кафедральном Софийском соборе города Гродно еженедельно с 1901 по 1915 год (в 1915 году выпущено 18 номеров). В шестом номере за 1907 год, а также в выпусках с 1909 по 1915 год неофициальная часть выходила отдельно два раза в месяц. В 1907―1908 гг. неофициальная часть не выходила, подписчикам вместо неё рекомендовался «Вестник Виленского православного Свято-Духовского братства». Редакторы: историк, ученик М. О. Кояловича протоиерей Н. Р. Диковский (1901―1907), секретарь гродненской консистории кандидат богословия Н. И. Шелутинский (1907―1915).

## Периодичность издания
- 1901―1911 гг. ―52 номера в год;
- 1912 г.: № 1-2 (8.I) ― № 50―51 (23.XII);
- 1913 г.: № 1-2 (13.I) ― № 50―51 (29.XII);
- 1914 г.: № 1-2 (12.I) — № 46―47 (26.XII);
- 1915 г.: № 1-2 (15.I) — № 17―18 (26.VI)).
- В 1907, 1909―1915 гг. неофициальный отдел выходил 2 раза в месяц.
- Перерыв в издании неофициального отдела: май 1907 г. ― 1908 г.

## Содержание «Гродненских епархиальных ведомостей»
Как и другие подобные издания епархий Российской империи, журнал состоял из официальной и неофициальной частей. Первая предназначалась для публикаций распоряжений церковного руководства, государственных указов, касающихся церкви, известий о вакансиях, перемещениях, отчётов губернской консистории, семинарии и др. В неофициальной части публиковались проповеди, духовные статьи, извлечения из сочинений святых, местные исторические, краеведческие, биографические материалы. Так, Н. Р. Диковским была опубликована первая библиографическая работа о Гродненщине ― «Опыт библиографического указателя статей и заметок, касающихся истории церквей и монастырей Гродненской губернии». Всего же в журнале вышло более 30 исторических статей и очерков: «Из летописи Гродненского Борисо-Глебского монастыря», «Борьба Жировицкого монастыря с еврейством», «Базилианский орден и его значение в западно-русской униатской церкви» и др. Печатались статьи историков и краеведов Е. Ф. Орловского («Судьбы Православия в связи с историей латинства и унии в Гродненской губернии в XIX ст. (1794—1900)», «Гродненские православные церкви в XVI в.», протоиерея Иоанна Корчинского («Очерк истории церковно-школьного дела в Гродненской губ. в XIX ст.», священника Л. С. Паевского («Гродно в 1794, 1795 и 1796 гг.», «Древняя Соборная Пречистенская церковь (в г. Гродно»), священника Игнатия Пашкевича («Мои семинарские воспоминания»). Публиковались многочисленные материалы, подготовленные гродненским Свято-Софийским братством. Активно участвовал в формировании журнала гродненский церковно-археологический комитет.
Как приложения к журналу, выпускались в 1907―1909 гг. книги и брошюры для народного чтения.
Из-за военных действий 1915 года, журнал перестал выходить.
Издание возобновлено в 1992 году, с 1998 года издаётся ежемесячно как орган Гродненской епархии тиражом 1 тыс. экз., публикуя церковные новости, «Литературные страницы», «Молодёжный отдел», «Паломничество», «Церковь и общество», исторические материалы ― «Наши святыни». «Святоотческое наследие», «Наши архипастыри», «Из старых газет».